# Asfaltové pásy
Asfaltové pásy, též asfaltované izolační pásy (AIP), se používají především ve stavebnictví jako hydroizolace, typicky pod základy budoucích staveb. Nanášejí se buď za tepla jen na suchý podklad, nebo za studena, a to jak na suchý, tak i na vlhký podklad.[zdroj⁠?!] Většina asfaltových pásů se spojuje a přitavuje na podklad hořákem, který pás nataví až do lepkava, kdy přilne k podkladu.

## Asfaltované pásy s triplexovou vložkou, typ Pebit A, R, S
Vyrábějí se v druzích AP/PPe, A Pebit-A, R Pebit a S Pebit-S[zdroj⁠?!].

## Térový papír
Dříve se také používal térový papír, tedy lepenka pokrytá térem (dehtem).